# Eremon
Eremon är ett släkte av skalbaggar. Eremon ingår i familjen långhorningar.
Kladogram enligt Catalogue of Life:
| Eremon | \| \| Eremon fuscoplagiatum \| \| \| \| \| \| Eremon mycerinoides \| \| \| \| |
|        | \| \| Eremon fuscoplagiatum \| \| \| \| \| \| Eremon mycerinoides \| \| \| \| |
|        | Eremon fuscoplagiatum                                                         |
|        |                                                                               |
|        | Eremon mycerinoides                                                           |
|        |                                                                               |